# Record de France du marathon
Pour un article plus général, voir Records de France d'athlétisme.
Les records de France du marathon sont actuellement détenus par Morhad Amdouni, chez les hommes, avec le temps de 2 h 3 min 46 s (2024), et par Mekdes Woldu, chez les femmes, avec le temps de 2 h 23 min 13 s (2025).

## Chronologie du record de France

### Hommes
Le temps de 2 h 6 min 36 s établi par Benoît Zwierzchiewski le 6 avril 2003 constitue le premier record de France masculin du marathon homologué par la Fédération française d'athlétisme. Les records antérieurs constituent les « meilleures performances françaises ».
| Meilleures performances françaises         |                        |                    |              |
| 2 h 32 min 57 s                            | Boughera El Ouafi      | 5 août 1928        | Amsterdam    |
| 2 h 29 min 28 s                            | Saïd Maguini           | 5 août 1956        | Colombes     |
| 2 h 25 min 0 s                             | Alain Mimoun           | 1er décembre 1956  | Melbourne    |
| 2 h 23 min 37 s                            | André Lacour           | 10 juin 1967       | Meerbeck     |
| 2 h 21 min 25 s                            | René Combes            | 20 juillet 1968    | Brescia      |
| 2 h 20 min 37 s                            | Fernand Kolbeck        | 26 juin 1971       | Rochefort    |
| 2 h 19 min 59 s                            | Bernard Caraby         | 15 août 1971       | Helsinki     |
| 2 h 19 min 14 s                            | Fernand Kolbeck        | 24 juin 1972       | Angers       |
| 2 h 18 min 19 s                            | Fernand Kolbeck        | 1er septembre 1973 | Bonnétable   |
| 2 h 17 min 2 s                             | Fernand Kolbeck        | 26 octobre 1975    | Neuf-Brisach |
| 2 h 15 min 38 s                            | Fernand Kolbeck        | 14 mars 1976       | Essonne      |
| 2 h 14 min 56 s                            | Dominique Coux         | 22 avril 1979      | Liévin       |
| 2 h 12 min 18 s                            | Jean-Michel Charbonnel | 1er mai 1980       | Liévin       |
| 2 h 11 min 59 s                            | Alain Lazare           | 12 février 1984    | Tokyo        |
| 2 h 11 min 59 s (=)                        | Jacques Boxberger      | 12 mai 1984        | Paris        |
| 2 h 10 min 49 s                            | Jacques Boxberger      | 12 mai 1985        | Paris        |
| 2 h 10 min 3 s                             | Luis Soares            | 29 mars 1992       | Paris        |
| 2 h 9 min 54 s                             | Mohamed Ouaadi         | 12 octobre 1998    | Reims        |
| 2 h 9 min 17 s                             | Mohamed Ouaadi         | 4 avril 1999       | Paris        |
| 2 h 7 min 55 s                             | Mohamed Ouaadi         | 5 décembre 1999    | Fukuoka      |
| 2 h 7 min 2 s                              | Driss El Himer         | 21 octobre 2001    | Amsterdam    |
| Records de France (depuis le 6 avril 2003) |                        |                    |              |
| 2 h 6 min 36 s                             | Benoît Zwierzchiewski  | 6 avril 2003       | Paris        |
| 2 h 5 min 22 s                             | Morhad Amdouni         | 3 avril 2022       | Paris        |
| 2 h 3 min 46 s                             | Morhad Amdouni         | 18 février 2024    | Séville      |

### Femmes
Quatre records de France féminins ont été homologués par la Fédération française d'athlétisme depuis Chantal Dallenbach en 2002. Les records antérieurs constituent les « meilleures performances françaises ».
| Meilleures performances françaises         |                    |                   |              |
| 3 h 16 min 13 s                            | Ingrid Showing     | 29 octobre 1972   | Neuf-Brisach |
| 3 h 10 min 44 s                            | Chantal Langlacé   | 28 octobre 1973   | Neuf-Brisach |
| 2 h 51 min 45 s                            | Chantal Langlacé   | 22 septembre 1974 | Waldniel     |
| 2 h 46 min 24 s                            | Chantal Langlacé   | 27 octobre 1974   | Neuf-Brisach |
| 2 h 44 min 40 s                            | Chantal Langlacé   | 24 octobre 1976   | Neuf-Brisach |
| 2 h 35 min 15 s                            | Chantal Langlacé   | 1er mai 1977      | Oyarzun      |
| 2 h 34 min 51 s                            | Chantal Langlacé   | 7 avril 1984      | Creil        |
| 2 h 33 min 44 s                            | Françoise Bonnet   | 22 septembre 1985 | Montréal     |
| 2 h 31 min 43 s                            | Sylvie Bornet      | 20 avril 1986     | Londres      |
| 2 h 29 min 51 s                            | Maria Rebelo       | 26 octobre 1986   | Chicago      |
| 2 h 29 min 22 s                            | Sylvie Bornet      | 14 octobre 1990   | Minneapolis  |
| 2 h 29 min 4 s                             | Maria Rebelo       | 21 avril 1991     | Londres      |
| Records de France (depuis le 7 avril 2002) |                    |                   |              |
| 2 h 28 min 28 s                            | Chantal Dällenbach | 7 avril 2002      | Paris        |
| 2 h 28 min 24 s                            | Christelle Daunay  | 27 janvier 2008   | Osaka        |
| 2 h 25 min 43 s                            | Christelle Daunay  | 5 avril 2009      | Paris        |
| 2 h 24 min 22 s                            | Christelle Daunay  | 11 avril 2010     | Paris        |
| 2 h 24 min 12 s                            | Méline Rollin      | 18 février 2024   | Séville      |
| 2 h 23 min 38 s                            | Manon Trapp        | 23 février 2025   | Séville      |
| 2 h 23 min 13 s                            | Mekdes Woldu       | 16 mars 2025      | Barcelone    |

## Sources
- Chronologies des records de France seniors plein air sur cdm.athle.com
- Docathlé2003, Fédération française d'athlétisme